# メリルボーン駅
座標: 北緯51度31分20秒 西経0度09分48秒 / 北緯51.5223度 西経0.1634度

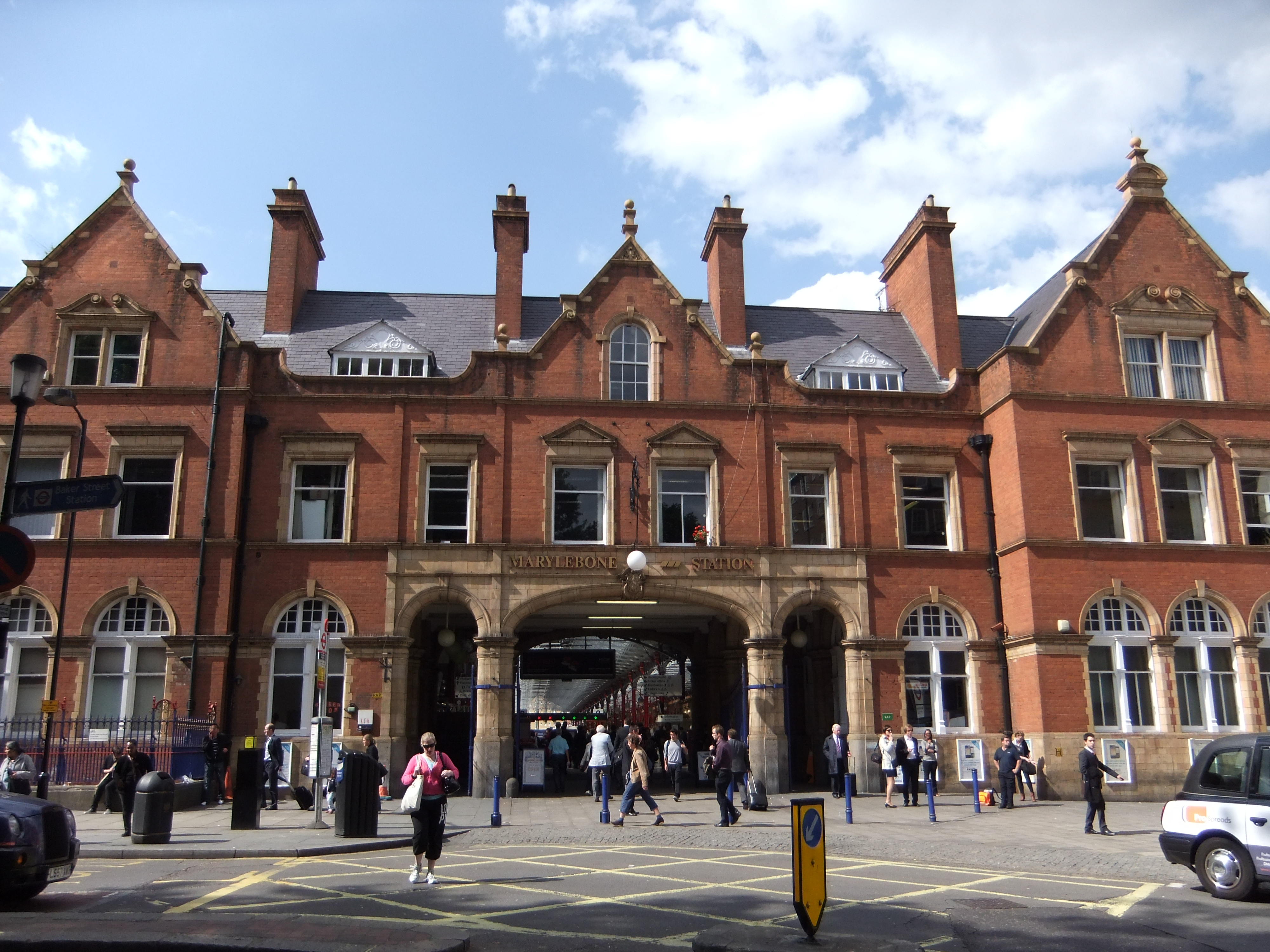
メリルボーン駅

メリルボーン駅（メリルボーンせん、英語: Marylebone station）は、イギリスの首都ロンドンのメリルボーンにある、ナショナル・レールとロンドン地下鉄の駅である。
地上には、頭端式のプラットホームが6つあり、当駅を始発駅としてバーミンガム等へ向かう列車が運行されている。当駅に乗り入れている列車は、すべてチルターン・レイルウェイズが運営するもので、駅の運営もチルターン・レイルウェイズが行っている。
地下には、地下鉄ベーカールー線のホームがある。

## その他
ビートルズの主演映画『ビートルズがやって来るヤァ!ヤァ!ヤァ!』のロケ地としても知られる。